# Borgernes Parti
Borgernes Parti, formelt Borgernes Parti – Lars Boje Mathiesen, er et dansk borgerligt politisk parti, der er stiftet af folketingsmedlem Lars Boje Mathiesen, der siden han blev ekskluderet fra Nye Borgerlige i 2023 har været løsgænger.
Partiets navn blev annonceret 28. august 2024, efter at Valgnævnet havde godkendt partiets navn. Den 17. december havde partiet indsamlet de 20.195 vælgererklæringer, det kræver at stille op til næste folketingsvalg, og 15. januar 2025 godkendte Indenrigs- og Sundhedsministeriet endelig partiet som opstillingsberettiget. Samme dag oplyste Lars Boje, at partiet havde 700 medlemmer.
Ifølge partiet er det ikke bygget op omkring en ideologi, men det vil arbejde for mindre offentlig administration, mere direkte demokrati og enklere bilbeskatning.

## Partiets historie
Lars Boje Mathiesen blev valgt ind i Folketinget for partiet Nye Borgerlige i 2019. 7. februar 2023 efterfulgte han Pernille Vermund som formand for partiet, men blev allerede den 9. marts 2023 pludselig afsat som formand og ekskluderet fra partiet efter en strid med dets hovedbestyrelse om blandt andet hans aflønning som formand. Han har siden da været løsgænger i Folketinget. Efterfølgende luftede Boje flere gange tanken om at stifte et nyt parti, første gang i april 2023, hvor han sagde, at han påtænkte enten at stifte et nyt parti eller at melde sig ind i et andet parti. Sit første forslag som partistifter lancerede han i februar 2024, hvor han foreslog, at folketingsmedlemmer højst skal kunne sidde i ti år. Det skulle dog ikke tælle med, at han selv har været medlem af Folketinget siden 2019.
I juni 2024 skrev B.T., at Lars Boje Mathiesen havde ansøgt om godkendelse til at bruge partinavnet "Danmarks Bedste Parti", men at Valgnævnet havde afvist navnet med henvisning til, at det i sig selv ville virke som en anprisning på stemmesedlen. Lars Boje Mathiesen udtalte, at han opfattede det som grænsende til politisk chikane. Lars Boje fortalte desuden på Facebook, at han også havde forsøgt at få godkendt partinavnet "Borgernes Parti", hvilket også blev afvist, fordi det mindede for meget om navnet på et allerede godkendt parti, "Borgernes Folkeparti". Men med tilføjelsen af hans navn blev det i august godkendt af Valgnævnet.
I januar 2025 blev partiet opstillingsberettiget til næste folketingsvalg, og enkelte målinger har vist at partiet står til at komme over spærregrænsen. Den 7. marts 2025 præsenterede partiet sin første folketingskandidat, millionæren Allan Feldt.

## Holdninger
Partiet anser sig selv som et systemkritisk parti der ønsker at rydde op i den offentlige sektor, som partiet mener er gennemsyret af bureaukrati og adminstration, samt at sænke skatter og afgifter. Partiet går ifølge dets hjemmeside også ind for en meget stram udlændingepolitik, og mener bl.a at kriminelle udlændinge skal udvises efter første dom, og at antallet af muslimer i Danmark er for højt. Partiet har også gjort brug af begrebet "remigration". 